# 尼古拉·斯坦丘
尼古拉·克劳迪乌·斯坦丘（羅馬尼亞語：Nicolae Claudiu Stanciu，發音：[nikoˈla.e klaˈudju ˈstant͡ʃju]；1993年5月7日—），罗马尼亚男子足球运动员，司职中场。現效力於意大利足球甲级联赛球隊熱那亞，羅馬尼亞國家足球隊成員。他曾代表罗马尼亚国家队参加2016年欧洲足球锦标赛，结果队伍止步小组赛阶段。

## 榮譽
Unirea Alba Iulia
- 羅馬尼亞足球乙級聯賽冠軍 : 2008–09

布加勒斯特星隊
- 羅馬尼亞足球甲級聯賽冠軍 : 2013–14, 2014–15
- 羅馬尼亞盃冠軍 : 2014–15
- 羅馬尼亞聯賽盃冠軍 : 2014–15，2015–16
- 羅馬尼亞超級盃冠軍 : 2013

安德列治
- 比利時職業聯賽冠軍 : 2016–17
- 比利時超級盃冠軍 : 2017

布拉格斯拉維亞
- 捷克足球甲級聯賽冠軍 : 2019–20, 2020–21
- 捷克盃冠軍 : 2020–21

武漢三鎮
- 中國足球協會超級聯賽冠軍 : 2022
- 中國足球協會超級盃冠軍 : 2023